# Liste der Original-Produktionen von Star (Disney+)

Logo von Star

Die Liste der Original-Produktionen von Star (Disney+) listet die Inhalte von Star auf, bei denen es sich um lokale Eigenproduktionen (auch als Star Originals bezeichnet) des Streamingdienstes Disney+ handelt, die exklusiv für diesen erstellt wurden/werden, und durch den Kanal Star veröffentlicht werden. Die aufgelisteten Datumsangaben zur Premiere beziehen sich auf die Erstveröffentlichung auf Star. Hier kann es zu Abweichungen je nach Land kommen, da die Inhalte nicht in jedem Land oder am selben Tag veröffentlicht werden. 
Die exklusiven Inhalte von Star im deutschsprachigen Raum, sind hier gelistet: Liste der exklusiven Inhalte auf Star (Disney+) im deutschsprachigen Raum.

## Laufende Serien

### Drama
| Titel             | Genre                              | Premiere          | Staffel(n)          | Region(en)  | Status/Anmerkung |
| ----------------- | ---------------------------------- | ----------------- | ------------------- | ----------- | ---------------- |
| The Artful Dodger | Drama, Abenteuer, Schwarze Komödie | 29. November 2023 | 1 Staffel, 8 Folgen | Alle Märkte | Verlängert       |
| Rivals            | Drama                              | 18. Oktober 2024  | 1 Staffel, 8 Folgen | Alle Märkte | Verlängert       |
| A Thousand Blows  | Drama                              | 21. Februar 2025  | 1 Staffel, 6 Folgen | Alle Märkte | Verlängert       |

### Nicht englischsprachige Produktionen

#### Japanisch
| Titel    | Genre  | Premiere          | Staffel(n)            | Region(en)  | Status/Anmerkung |
| -------- | ------ | ----------------- | --------------------- | ----------- | ---------------- |
| Gannibal | Horror | 28. Dezember 2022 | 2 Staffeln, 15 Folgen | Alle Märkte | Ausstehend       |

#### Koreanisch
| Titel                      | Genre                                             | Premiere          | Staffel(n)            | Region(en)         | Status/Anmerkung |
| -------------------------- | ------------------------------------------------- | ----------------- | --------------------- | ------------------ | ---------------- |
| The Zone: Survival Mission | Varietéshow, Spielshow                            | 8. September 2022 | 3 Staffeln, 24 Folgen | Alle Märkte        | Ausstehend       |
| Moving                     | Drama, Action, Thriller, Science-Fiction, Fantasy | 9. August 2023    | 1 Staffel, 20 Folgen  | Alle Märkte        | Verlängert       |
| Vigilante                  | Drama, Krimi, Thriller, Action                    | 8. November 2023  | 1 Staffel, 8 Folgen   | Alle Märkte        | Verlängert       |
| A Shop for Killers         | Drama, Action                                     | 17. Januar 2024   | 1 Staffel, 8 Folgen   | Alle Märkte        | Verlängert       |
| Anchovy Physical Camp      | Varietéshow                                       | 22. August 2025   | TBA                   | Ausgewählte Märkte | Ausstehend       |
| 60 Minutes to Love         | Datingshow                                        | 23. August 2025   | TBA                   | Ausgewählte Märkte | Ausstehend       |
| Belly Showdown             | Varietéshow                                       | 24. August 2025   | TBA                   | Ausgewählte Märkte | Ausstehend       |
| Yoo Got A Minute?          | Varietéshow, Talkshow                             | 25. August 2025   | TBA                   | Ausgewählte Märkte | Ausstehend       |
| Chef's Go-To               | Varietéshow                                       | 26. August 2025   | TBA                   | Ausgewählte Märkte | Ausstehend       |

#### Portugiesisch
| Titel              | Genre            | Premiere          | Staffel(n)          | Region(en)         | Status/Anmerkung |
| ------------------ | ---------------- | ----------------- | ------------------- | ------------------ | ---------------- |
| Amor da Minha Vida | Comedy, Romantik | 22. November 2024 | 1 Staffel, 9 Folgen | Ausgewählte Märkte | Verlängert       |

## Abgeschlossene Serien

### Drama
| Titel                                            | Genre                          | Premiere          | Staffel(n)          | Region(en)  | Status/Anmerkung |
| ------------------------------------------------ | ------------------------------ | ----------------- | ------------------- | ----------- | ---------------- |
| The Clearing                                     | Psychothriller                 | 24. Mai 2023      | 8 Folgen            | Alle Märkte | Miniserie        |
| Culprits                                         | Drama, Krimi, Thriller, Heist  | 8. November 2023  | 8 Folgen            | Alle Märkte | Miniserie        |
| Australia – Die Serie                            | Drama, Action                  | 26. November 2023 | 6 Folgen            | Alle Märkte | Miniserie        |
| Shardlake                                        | Drama, Mystery, Psychothriller | 1. Mai 2024       | 1 Staffel, 4 Folgen | Alle Märkte | Beendet          |
| The Stolen Girl                                  | Drama, Mystery                 | 16. April 2025    | 5 Folgen            | Alle Märkte | Miniserie        |
| Suspect: The Shooting of Jean Charles de Menezes | Drama, Krimi                   | 30. April 2025    | 4 Folgen            | Alle Märkte | Miniserie        |

### Comedy
| Titel                      | Genre                             | Premiere          | Staffel(n)            | Region(en)  | Status/Anmerkung |
| -------------------------- | --------------------------------- | ----------------- | --------------------- | ----------- | ---------------- |
| Wedding Season             | Kriminalkomödie, Action, Romantik | 8. September 2022 | 1 Staffel, 8 Folgen   | Alle Märkte | Beendet          |
| Extraordinary              | Comedy, Superheldenfilm           | 25. Januar 2023   | 2 Staffeln, 16 Folgen | Alle Märkte | Beendet          |
| Last Days of the Space Age | Dramedy                           | 2. Oktober 2024   | 8 Folgen              | Alle Märkte | Miniserie        |

### Dokumentation
| Titel                                 | Genre         | Premiere           | Staffel(n) | Region(en)  | Status/Anmerkung |
| ------------------------------------- | ------------- | ------------------ | ---------- | ----------- | ---------------- |
| Coleen Rooney: The Real Wagatha Story | Dokumentation | 18. Oktober 2023   | 3 Folgen   | Alle Märkte | Miniserie        |
| Brawn: The Impossible Formula 1 Story | Dokumentation | 15. November 2023  | 4 Folgen   | Alle Märkte | Miniserie        |
| Camden                                | Dokumentation | 29. Mai 2024       | 4 Folgen   | Alle Märkte | Miniserie        |
| In Vogue: The 90s                     | Dokumentation | 13. September 2024 | 6 Folgen   | Alle Märkte | Miniserie        |

### Nicht englischsprachige Produktionen

#### Deutsch
| Titel            | Genre                    | Premiere          | Staffel(n) | Region(en)         | Status/Anmerkung |
| ---------------- | ------------------------ | ----------------- | ---------- | ------------------ | ---------------- |
| Sam – Ein Sachse | Drama, Biografie         | 26. April 2023    | 7 Folgen   | Alle Märkte        | Miniserie        |
| Farm Rebellion   | Dokumentation            | 14. Juni 2023     | 6 Folgen   | Alle Märkte        | Miniserie        |
| Deutsches Haus   | Geschichtsdrama          | 15. November 2023 | 5 Folgen   | Ausgewählte Märkte | Miniserie        |
| Pauline          | Drama, Fantasy, Thriller | 22. Mai 2024      | 6 Folgen   | Ausgewählte Märkte | Miniserie        |

#### Französisch
| Titel                                   | Genre                           | Premiere           | Staffel(n)            | Region(en)         | Status/Anmerkung |
| --------------------------------------- | ------------------------------- | ------------------ | --------------------- | ------------------ | ---------------- |
| Oussekine                               | Drama                           | 11. Mai 2022       | 4 Folgen              | Alle Märkte        | Miniserie        |
| Soprano: Um jeden Preis                 | Musik, Biografie, Dokumentation | 15. Juni 2022      | 1 Staffel, 6 Folgen   | Alle Märkte        | Beendet          |
| The French Mans                         | Action, Comedy                  | 19. Oktober 2022   | 2 Staffeln, 10 Folgen | Alle Märkte        | Beendet          |
| Lambert vs. Lambert: Over his dead body | Dokumentation                   | 10. Mai 2023       | 4 Folgen              | Alle Märkte        | Miniserie        |
| Irresistible                            | Dramedy, Romantik               | 20. September 2023 | 6 Folgen              | Ausgewählte Märkte | Miniserie        |
| Everything is Fine                      | Dramedy                         | 15. November 2023  | 8 Folgen              | Ausgewählte Märkte | Miniserie        |
| Becoming Karl Lagerfeld                 | Drama, Biopic                   | 7. Juni 2024       | 6 Folgen              | Alle Märkte        | Miniserie        |
| Die Kinder sind Könige                  | Drama, Krimi, Thriller          | 23. Oktober 2024   | 6 Folgen              | Alle Märkte        | Miniserie        |

#### Italienisch
| Titel                  | Genre           | Premiere          | Staffel(n) | Region(en)         | Status/Anmerkung |
| ---------------------- | --------------- | ----------------- | ---------- | ------------------ | ---------------- |
| Die ahnungslosen Engel | Drama, Romantik | 13. April 2022    | 8 Folgen   | Alle Märkte        | Miniserie        |
| The Good Mothers       | Drama, Krimi    | 5. April 2023     | 6 Folgen   | Alle Märkte        | Miniserie        |
| Die Löwen von Sizilien | Drama           | 25. Oktober 2023  | 8 Folgen   | Ausgewählte Märkte | Miniserie        |
| Raffa                  | Biografie       | 27. Dezember 2023 | 3 Folgen   | Ausgewählte Märkte | Miniserie        |
| This Is Not Hollywood  | Drama, Krimi    | 30. Oktober 2024  | 4 Folgen   | Italien            | Miniserie        |

#### Japanisch
| Titel                         | Genre                             | Premiere           | Staffel(n) | Region(en)         | Status/Anmerkung |
| ----------------------------- | --------------------------------- | ------------------ | ---------- | ------------------ | ---------------- |
| The Tatami Time Machine Blues | Anime                             | 14. September 2022 | 6 Folgen   | Alle Märkte        | Miniserie        |
| Was wir vergessen             | Dorama, Mystery                   | 14. September 2022 | 10 Folgen  | Alle Märkte        | Miniserie        |
| A Town Without Seasons        | Dorama                            | 9. August 2023     | 10 Folgen  | Ausgewählte Märkte | Miniserie        |
| Phoenix: Eden17               | Anime, Science-Fiction            | 14. September 2022 | 4 Folgen   | Alle Märkte        | Miniserie        |
| Dragons of Wonderhatch        | Fantasy, Abenteuer, Action        | 20. Dezember 2023  | 8 Folgen   | Alle Märkte        | Miniserie        |
| Sand Land: The Series         | Anime, Science-Fiction            | 20. März 2024      | 13 Folgen  | Alle Märkte        | Miniserie        |
| House of the Owl              | Dorama                            | 24. April 2024     | 10 Folgen  | Alle Märkte        | Miniserie        |
| Land of Tanabata              | Dorama, Thriller, Science-Fiction | 4. Juli 2024       | 10 Folgen  | Alle Märkte        | Miniserie        |
| Bullet/Bullet                 | Anime, Fantasy, Action            | 16. Juli 2025      | 12 Folgen  | Alle Märkte        | Miniserie        |

#### Koreanisch
| Titel                               | Genre                                     | Premiere           | Staffel(n)            | Region(en)         | Status/Anmerkung |
| ----------------------------------- | ----------------------------------------- | ------------------ | --------------------- | ------------------ | ---------------- |
| Outrun by Running Man               | Varietéshow                               | 12. November 2021  | 1 Staffel, 14 Folgen  | Alle Märkte        | Beendet          |
| Rookie Cops                         | Drama, Romantik                           | 26. Januar 2022    | 16 Folgen             | Alle Märkte        | Miniserie        |
| Grid                                | Drama, Thriller, Mystery, Science-Fiction | 16. Februar 2022   | 10 Folgen             | Alle Märkte        | Miniserie        |
| Soundtrack #1                       | Drama, Romantik, Musical                  | 23. März 2022      | 4 Folgen              | Alle Märkte        | Miniserie        |
| Kiss Sixth Sense                    | Drama, Fantasy, Romantik                  | 25. Mai 2022       | 12 Folgen             | Alle Märkte        | Miniserie        |
| Connect                             | Horror, Thriller, Mystery                 | 7. Dezember 2022   | 6 Folgen              | Alle Märkte        | Miniserie        |
| May It Please the Court             | Justizdrama, Mystery                      | 21. September 2022 | 12 Folgen             | Alle Märkte        | Miniserie        |
| Pink Lie                            | Datingshow                                | 5. Oktober 2022    | 1 Staffel, 12 Folgen  | Alle Märkte        | Beendet          |
| Shadow Detective                    | Drama, Krimi, Thriller                    | 26. Oktober 2022   | 2 Staffeln, 16 Folgen | Alle Märkte        | Beendet          |
| Revenge of Others                   | Drama, Krimi, Thriller                    | 9. November 2022   | 12 Folgen             | Alle Märkte        | Miniserie        |
| Big Bet                             | Drama, Krimi, Thriller                    | 21. Dezember 2022  | 2 Staffeln, 16 Folgen | Alle Märkte        | Beendet          |
| Super Junior: The Last Man Standing | Dokumentation                             | 18. Januar 2023    | 2 Folgen              | Alle Märkte        | Miniserie        |
| Call It Love                        | Melodram, Romantik                        | 22. Februar 2023   | 16 Folgen             | Alle Märkte        | Miniserie        |
| Full Count                          | Dokumentation                             | 26. April 2023     | 10 Folgen             | Alle Märkte        | Miniserie        |
| R • A • C • E                       | Melodram                                  | 10. Mai 2023       | 12 Folgen             | Alle Märkte        | Miniserie        |
| NCT 127: The Lost Boys              | Dokumentation                             | 30. August 2023    | 4 Folgen              | Ausgewählte Märkte | Miniserie        |
| Han River Police                    | Krimi, Comedy, Action                     | 13. September 2023 | 6 Folgen              | Alle Märkte        | Miniserie        |
| The Worst of Evil                   | Drama, Krimi                              | 27. September 2023 | 12 Folgen             | Alle Märkte        | Miniserie        |
| Soundtrack #2                       | Drama, Romantik, Musical                  | 6. Dezember 2023   | 6 Folgen              | Alle Märkte        | Miniserie        |
| The Impossible Heir                 | Drama, Thriller                           | 28. Februar 2024   | 12 Folgen             | Alle Märkte        | Miniserie        |
| Blood Free                          | Drama, Thriller, Science-Fiction          | 10. April 2024     | 10 Folgen             | Alle Märkte        | Miniserie        |
| Uncle Samsik                        | Drama                                     | 15. Mai 2024       | 16 Folgen             | Alle Märkte        | Miniserie        |
| Red Swan                            | Drama, Action, Romantik                   | 3. Juli 2024       | 10 Folgen             | Alle Märkte        | Miniserie        |
| The Tyrant                          | Drama, Action, Science-Fiction            | 14. August 2024    | 4 Folgen              | Alle Märkte        | Miniserie        |
| Seoul Busters                       | Krimi, Comedy                             | 11. September 2024 | 20 Folgen             | Alle Märkte        | Miniserie        |
| Gangnam B-Side                      | Drama, Krimi, Thriller                    | 6. November 2024   | 8 Folgen              | Alle Märkte        | Miniserie        |
| Light Shop                          | Drama, Mystery                            | 4. Dezember 2024   | 8 Folgen              | Alle Märkte        | Miniserie        |
| Unmasked                            | Drama, Krimi, Comedy                      | 15. Januar 2025    | 12 Folgen             | Alle Märkte        | Miniserie        |
| Hyper Knife                         | Drama, Krimi, Thriller, Medizin           | 19. März 2025      | 8 Folgen              | Alle Märkte        | Miniserie        |
| Nine Puzzles                        | Drama, Krimi, Thriller                    | 21. Mai 2025       | 11 Folgen             | Alle Märkte        | Miniserie        |
| Low Life                            | Drama, Krimi                              | 16. Juli 2025      | 11 Folgen             | Alle Märkte        | Miniserie        |
| Tempest                             | Drama, Krimi, Thriller, Action            | 10. September 2025 | 9 Folgen              | Alle Märkte        | Miniserie        |

#### Niederländisch
| Titel                    | Genre                  | Premiere          | Staffel(n)          | Region(en)         | Status/Anmerkung |
| ------------------------ | ---------------------- | ----------------- | ------------------- | ------------------ | ---------------- |
| Das eine Wort: Feyenoord | Sport, Dokumentation   | 1. September 2021 | 1 Staffel, 9 Folgen | Alle Märkte        | Beendet          |
| Nemesis                  | Drama, Krimi, Thriller | 16. Oktober 2024  | 8 Folgen            | Ausgewählte Märkte | Miniserie        |

#### Portugiesisch
| Titel                              | Genre         | Premiere           | Staffel(n) | Region(en)         | Status/Anmerkung |
| ---------------------------------- | ------------- | ------------------ | ---------- | ------------------ | ---------------- |
| Vidas Bandidas                     | Drama, Action | 21. August 2024    | 4 Folgen   | Ausgewählte Märkte | Miniserie        |
| Guga por Kuerten                   | Dokumentation | 10. September 2024 | 5 Folgen   | Lateinamerika      | Miniserie        |
| Volta Priscila                     | Dokumentation | 25. September 2024 | 4 Folgen   | Brasilien          | Miniserie        |
| Meu Sangue Ferve Por Você: A Série | Dokumentation | 18. Dezember 2024  | 4 Folgen   | Brasilien          | Miniserie        |
| Maria e o Cangaço                  | Drama         | 4. April 2025      | 6 Folgen   | Ausgewählte Märkte | Miniserie        |
| Jogo Cruzado                       | Dramedy       | 9. Juli 2025       | 8 Folgen   | Ausgewählte Märkte | Miniserie        |
| Capoeiras                          | Drama         | 29. August 2025    | 6 Folgen   | Ausgewählte Märkte | Miniserie        |

#### Spanisch
| Titel                                      | Genre                                     | Premiere           | Staffel(n)           | Region(en)         | Status/Anmerkung |
| ------------------------------------------ | ----------------------------------------- | ------------------ | -------------------- | ------------------ | ---------------- |
| Our Only Chance                            | Drama                                     | 2. Dezember 2022   | 5 Folgen             | Alle Märkte        | Miniserie        |
| 548 Tage                                   | Dokumentation                             | 30. Juni 2023      | 3 Folgen             | Alle Märkte        | Miniserie        |
| Isabel Preysler: Mein Weihnachten          | Reality                                   | 5. Dezember 2023   | 2 Folgen             | Ausgewählte Märkte | Miniserie        |
| Cristóbal Balenciaga                       | Drama, Biopic                             | 19. Januar 2024    | 6 Folgen             | Ausgewählte Märkte | Miniserie        |
| Wir sehen uns in einem anderen Leben       | Drama, Krimi, Thriller                    | 6. März 2024       | 6 Folgen             | Ausgewählte Märkte | Miniserie        |
| Töchter des Schweigens                     | Drama, Krimi, Thriller                    | 10. Mai 2024       | 6 Folgen             | Ausgewählte Märkte | Miniserie        |
| Lucrecia: Ein Mord in Madrid               | Dokumentation                             | 27. Juni 2024      | 4 Folgen             | Ausgewählte Märkte | Miniserie        |
| Checo Pérez: ¡No te rindas, cabr#n!        | Dokumentation                             | 31. Juli 2024      | 4 Folgen             | Lateinamerika      | Miniserie        |
| La voz ausente                             | Thriller, Krimi                           | 21. August 2024    | 1 Staffel, 7 Folgen  | Lateinamerika      | Beendet          |
| El rey de los machos                       | Dramedy                                   | 21. August 2024    | 1 Staffel, 8 Folgen  | Lateinamerika      | Beendet          |
| Los Chávez                                 | Reality                                   | 11. September 2024 | 1 Staffel, 6 Folgen  | Ausgewählte Märkte | Beendet          |
| Mamá Cake                                  | Comedy                                    | 25. September 2024 | 1 Staffel, 10 Folgen | Ausgewählte Märkte | Beendet          |
| Rückkehr nach Las Sabinas                  | Drama                                     | 11. Oktober 2024   | 70 Folgen            | Ausgewählte Märkte | Telenovela       |
| I, Addict                                  | Drama                                     | 30. Oktober 2024   | 6 Folgen             | Ausgewählte Märkte | Miniserie        |
| Argentina '78                              | Dokumentation                             | 27. November 2024  | 4 Folgen             | Lateinamerika      | Miniserie        |
| The Best Heart Attack of My Life           | Dramedy                                   | 24. Januar 2025    | 6 Folgen             | Ausgewählte Märkte | Miniserie        |
| Shared Custody                             | Dramedy                                   | 24. Januar 2025    | 8 Folgen             | Ausgewählte Märkte | Miniserie        |
| Entre paredes                              | Dramedy, Romantik                         | 12. Februar 2025   | 10 Folgen            | Ausgewählte Märkte | Miniserie        |
| Espartanos. Una historia real              | Drama                                     | 19. Februar 2025   | 8 Folgen             | Ausgewählte Märkte | Miniserie        |
| @newmamita: La madre de todas las mentiras | Comedy, Romantik                          | 9. April 2025      | 8 Folgen             | Ausgewählte Märkte | Miniserie        |
| Kun por Agüero                             | Dokumentation                             | 7. Mai 2025        | 4 Folgen             | Ausgewählte Märkte | Miniserie        |
| Suspicious Minds                           | Action, Krimi, Thriller, Comedy, Romantik | 13. Juni 2025      | 6 Folgen             | Ausgewählte Märkte | Miniserie        |
| El clan Olimpia                            | Drama, Krimi, Thriller                    | 9. Juli 2025       | 6 Folgen             | Ausgewählte Märkte | Miniserie        |
| Quebranto                                  | Drama, Krimi, Thriller                    | 15. August 2025    | 6 Folgen             | Ausgewählte Märkte | Miniserie        |

#### Taiwanisch
| Titel                | Genre           | Premiere           | Staffel(n) | Region(en)  | Status/Anmerkung |
| -------------------- | --------------- | ------------------ | ---------- | ----------- | ---------------- |
| Women in Taipei      | Drama           | 21. September 2022 | 11 Folgen  | Alle Märkte | Miniserie        |
| Taiwan Crime Stories | Thriller, Krimi | 4. Januar 2023     | 12 Folgen  | Alle Märkte | Beendet          |

#### Türkisch
| Titel                    | Genre                   | Premiere           | Staffel(n)          | Region(en)  | Status/Anmerkung |
| ------------------------ | ----------------------- | ------------------ | ------------------- | ----------- | ---------------- |
| Runaway                  | Drama, Action, Thriller | 14. Juni 2022      | 1 Staffel, 8 Folgen | Alle Märkte | Beendet          |
| Between the World and Us | Drama                   | 14. September 2022 | 1 Staffel, 8 Folgen | Alle Märkte | Beendet          |
| The Choice               | Drama, Krimi, Thriller  | 16. November 2022  | 1 Staffel, 8 Folgen | Alle Märkte | Beendet          |
| The Actress              | Drama, Krimi, Thriller  | 31. Mai 2023       | 1 Staffel, 8 Folgen | Alle Märkte | Beendet          |
| Search                   | Drama, Mystery          | 14. Juni 2023      | 1 Staffel, 6 Folgen | Alle Märkte | Beendet          |

### Koproduktionen
| Titel                          | Genre               | Partner                       | Premiere          | Staffel(n)           | Sprache                           | Region(en)         | Status/Anmerkung |
| ------------------------------ | ------------------- | ----------------------------- | ----------------- | -------------------- | --------------------------------- | ------------------ | ---------------- |
| Besos al aire: Küssen verboten | Dramedy             | Telecinco                     | 26. März 2021     | 2 Folgen             | Spanisch                          | Ausgewählte Märkte | Miniserie        |
| Extreme Forest                 | Doku-Serie          | National Geographic / LINE TV | 14. Mai 2022      | 1 Staffel, 12 Folgen | Taiwanisch                        | Ausgewählte Märkte | Beendet          |
| Small and Mighty               | Justizdrama, Comedy | Bilibili                      | 15. Juni 2022     | 26 Folgen            | Taiwanisch                        | Alle Märkte        | Miniserie        |
| Lost Man Found                 | Dramedy             | NHK BS Premium                | 26. Juni 2022     | 10 Folgen            | Japanisch                         | Alle Märkte        | Miniserie        |
| Ganz oder gar nicht: Die Serie | Dramedy             | FX on Hulu                    | 14. Juni 2023     | 8 Folgen             | Englisch                          | Alle Märkte        | Miniserie        |
| Whiskey on the Rocks           | Satire              | SVT                           | 25. Dezember 2024 | 6 Folgen             | Schwedisch, Englisch und Russisch | Alle Märkte        | Miniserie        |

### Übernommene Produktionen
| Titel                | Genre                | Herkunft             | Premiere         | Staffel(n)           | Sprache       | Region(en)            | Status/Anmerkung |
| -------------------- | -------------------- | -------------------- | ---------------- | -------------------- | ------------- | --------------------- | ---------------- |
| The John Dykes Show  | Sport, Talkshow      | Fox Sports           | 14. Januar 2022  | 1 Staffel, 27 Folgen | Englisch      | Singapur und Hongkong | Beendet          |
| Boris (Staffel 4)    | Comedy               | Fox / FX             | 26. Oktober 2022 | 1 Staffel, 8 Folgen  | Italienisch   | Alle Märkte           | Beendet          |
| The Boss (Staffel 3) | Dramedy              | Star+                | 19. Juli 2024    | 1 Staffel, 7 Folgen  | Spanisch      | Ausgewählte Märkte    | Verlängert       |
| Impuros (Staffel 5)  | Drama, Krimi, Action | Star Premium / Star+ | 10. Mai 2023     | 1 Staffel, 10 Folgen | Portugiesisch | Ausgewählte Märkte    | Verlängert       |
| Bref (Staffel 2)     | Comedy               | Canal+               | 14. Februar 2025 | 1 Staffel, 6 Folgen  | Französisch   | Ausgewählte Märkte    | Beendet          |

## Filme

### Langfilme
| Titel                    | Genre                      | Premiere          | Laufzeit              | Sprache     | Region(en)         |
| ------------------------ | -------------------------- | ----------------- | --------------------- | ----------- | ------------------ |
| Recep İvedik 7           | Comedy                     | 9. Dezember 2022  | 2 Stunden, 13 Minuten | Türkisch    | Alle Märkte        |
| New Year's Eve           | Comedy                     | 30. Dezember 2022 | 2 Stunden, 21 Minuten | Türkisch    | Alle Märkte        |
| Die Nachtigall von Bursa | Comedy                     | 13. Januar 2023   | 2 Stunden             | Türkisch    | Alle Märkte        |
| My Apologies             | Comedy                     | 14. April 2023    | 1 Stunde, 50 Minuten  | Türkisch    | Alle Märkte        |
| A Place to Fight For     | Drama, Thriller, Romantik  | 7. Juli 2023      | 1 Stunde, 34 Minuten  | Französisch | Alle Märkte        |
| Antigang: Home Run       | Action, Thriller           | 25. August 2023   | 1 Stunde, 30 Minuten  | Französisch | Ausgewählte Märkte |
| Umami                    | Drama                      | 12. Februar 2025  | 1 Stunde, 53 Minuten  | Türkisch    | Ausgewählte Märkte |
| Another You              | Dramedy, Romantik, Fantasy | 7. März 2025      | 1 Stunde, 50 Minuten  | Türkisch    | Ausgewählte Märkte |
| Viel Theater um Pide     | Comedy                     | 2. Mai 2025       | 1 Stunde, 46 Minuten  | Türkisch    | Ausgewählte Märkte |

### Dokumentationen
| Titel                           | Genre         | Premiere         | Laufzeit             | Sprache  | Region(en)         |
| ------------------------------- | ------------- | ---------------- | -------------------- | -------- | ------------------ |
| Finding Michael                 | Dokumentation | 15. März 2023    | 1 Stunde, 40 Minuten | Englisch | Alle Märkte        |
| Hideo Kojima: Connecting Worlds | Dokumentation | 23. Februar 2024 | 59 Minuten           | Englisch | Ausgewählte Märkte |
| Flintoff                        | Dokumentation | 16. Mai 2025     | 1 Stunde, 30 Minuten | Englisch | Ausgewählte Märkte |

### Specials
| Titel                            | Genre             | Premiere      | Laufzeit             | Sprache    | Region(en)  |
| -------------------------------- | ----------------- | ------------- | -------------------- | ---------- | ----------- |
| AMEN: Ein Gespräch mit dem Papst | Interview, Dialog | 5. April 2023 | 1 Stunde, 22 Minuten | Spanisch   | Alle Märkte |
| PSY Summer Swag 2022             | Konzertfilm       | 3. Mai 2023   | 1 Stunde, 26 Minuten | Koreanisch | Alle Märkte |